# 腺柄杯萼杜鹃
腺柄杯萼杜鹃（学名：Rhododendron pocophorum var. hemidartum）为杜鹃花科杜鹃花属下的一个变种。

## 扩展阅读
- 維基物種上的相關：腺柄杯萼杜鹃